# 이하라촌 (오카야마현)
이하라촌(井原村)은 오카야마현 마니와군에 설치되었던 촌이다. 현재의 마니와시에 해당한다.

## 역사
- 1889년 6월 1일 - 정촌제 시행에 의해 마시마군이하라촌이 성립하였다.
- 1900년 4월 1일 - 군의 통합에 의해 쓰쿠보군이 되었다.
- 1902년 4월 1일 - 도야마촌과 합병해 도미하라촌이 성립하여 이하라촌은 폐지되었다.

## 오아자
- 이와이우네 岩井畝（いわいうね） 〒717-0745
- 이와이다니 岩井谷（いわいだに） 〒717-0744
- 우시로다니 後谷（うしろだに） 〒717-0742
- 가미 上（かみ） 〒717-0746
- 우키다폰 月田本（つきだほん） 〒717-0743
- 와카시로 若代（わかしろ） 〒717-0741

## 교통

### 철도
- 철도성
  - 기신선

### 도로
- 오카야마 현도 311호 아구치카미선
- 오카야마 현도 320호 와카시로카타야 정차장선
- 오카야마 현도 459호 와카시로카미시로선

## 참고문헌
- 和泉橋警察署 『新旧対照市町村一覧』第2冊（東京：加藤孫次郎、1889（明22））
- 地名編纂委員会 『角川日本地名大辞典33 岡山』（角川学芸出版、1989、ISBN 4040013301）